# Polypodium pinnatissimum
Polypodium pinnatissimum är en stensöteväxtart som beskrevs av Robbin C. Moran. Polypodium pinnatissimum ingår i släktet Polypodium och familjen Polypodiaceae. Inga underarter finns listade.